# Irina Rădulescu
Irina Rădulescu (n. 14 octombrie 1986, București) este o actriță română. A absolvit UNATC în 2010. Este fiica actorilor Dem Rădulescu și Adriana Șchiopu.

## Filmografie
- Urma (2020) - Ana
- La Snagov (2024) - Irina